# Conrad von Rosen (1835–1913)
Conrad August von Rosen, född den 25 november 1835 i Stockholm, död där den 3 mars 1913, var en svensk greve och hovman. Han var far till Pontus von Rosen och svärfar till Otto Ramel.

## Biografi
von Rosen blev underlöjtnant vid Andra livgardet 1854, löjtnant där 1858, kapten 1868, major i regementet 1881 och vid regementet 1882. Han beviljades avsked ur krigstjänsten 1886. von Rosen blev kammarherre hos drottningen 1866, överstekammarjunkare 1888, skattmästare vid Kunglig Majestäts orden 1890 och överstekammarherre 1906. Han var ordförande i styrelsen för Göteborgs enskilda banks avdelningskontor i Stockholm 1898–1903 och i styrelsen för aktiebolaget Göteborgs banks avdelningskontor där 1903–1911. von Rosen ägde Edsby slott. Han blev riddare av Svärdsorden 1875 samt kommendör av första klassen av Nordstjärneorden 1890 och kommendör med stora korset 1899.